# Ulrich Wildgruber

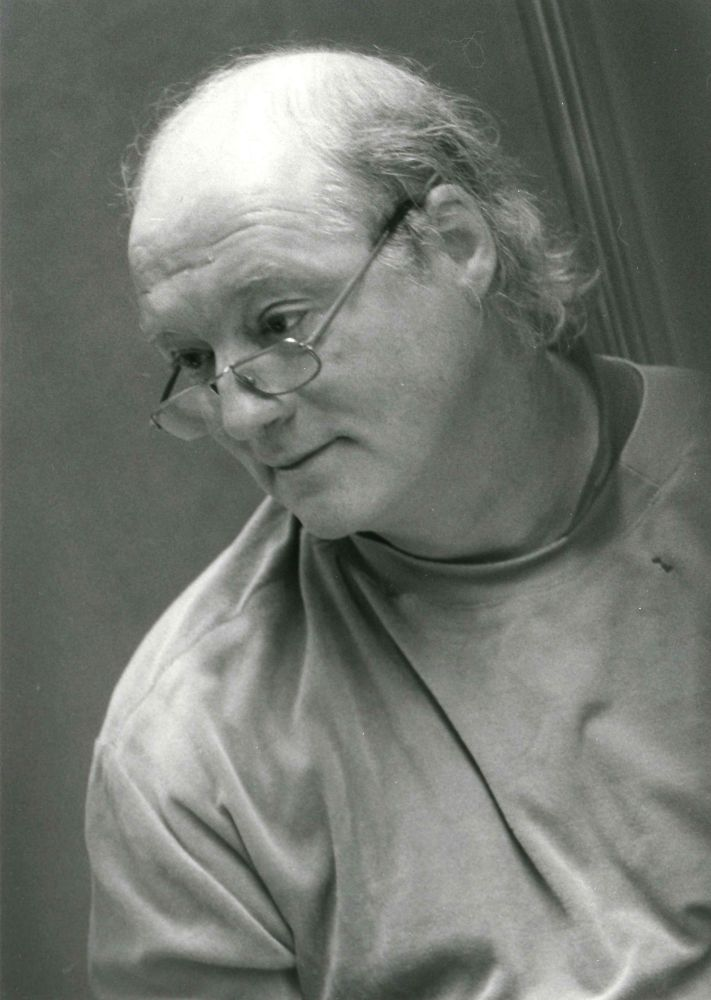
Ulrich Wildgruber (1986)

Ulrich Wildgruber (* 18. November 1937 in Bielefeld; † 30. November 1999 auf Sylt) war ein deutscher Schauspieler.

## Leben
Der Sohn eines Bielefelder Buchbindermeisters war seit seiner Schulzeit und der Mitarbeit an einem Amateurtheater davon beseelt, Schauspieler zu werden. Zunächst begann er seine schauspielerische Ausbildung in mehreren Stationen bei privaten Schauspiellehrern, die jedoch immer wieder unterbrochen wurde, und musste sich mit zahlreichen Jobs durchs Leben schlagen, ohne aber sein Ziel aus den Augen zu verlieren. Erst 1960 gelang es ihm, am Max-Reinhardt-Seminar in Wien für ein Schauspielstudium angenommen zu werden, das er jedoch wegen Kontroversen wieder verließ. Er debütierte 1963 am Wiener Volkstheater in Bertolt Brechts Mutter Courage und ihre Kinder unter der Regie von Gustav Manker als Schweizerkas in einer Aufführung, die in Österreich den Brecht-Boykott brach.
Bis 1972, als seine bis zu seinem Tode währende Zusammenarbeit mit dem Regisseur Peter Zadek begann, war Ulrich Wildgruber an Theatern in Basel, Heidelberg, Oberhausen und Stuttgart engagiert, 1971 kurzzeitig auch an der Berliner Schaubühne von Peter Stein.
Am Schauspielhaus Bochum gelang ihm dann unter Peter Zadek 1972 der Durchbruch. Hier wuchs er zum Protagonisten der Zadek-Inszenierungen heran und spielte bei ihm alle großen Shakespeare-Rollen, wobei der korpulente Schauspieler dabei häufig gegen den gängigen Rollentypus besetzt wurde, was auch zu Theaterskandalen führte. Seine eigenwillige Diktion und Sprechmelodik veranlassten ebenfalls immer wieder zu Kritik. Für Zadek war er jedoch der ideale Resonanzkörper für seine Theaterspektakel, da Wildgrubers Spielweise in gleichem Maße kraftvoll wie zart sein konnte.

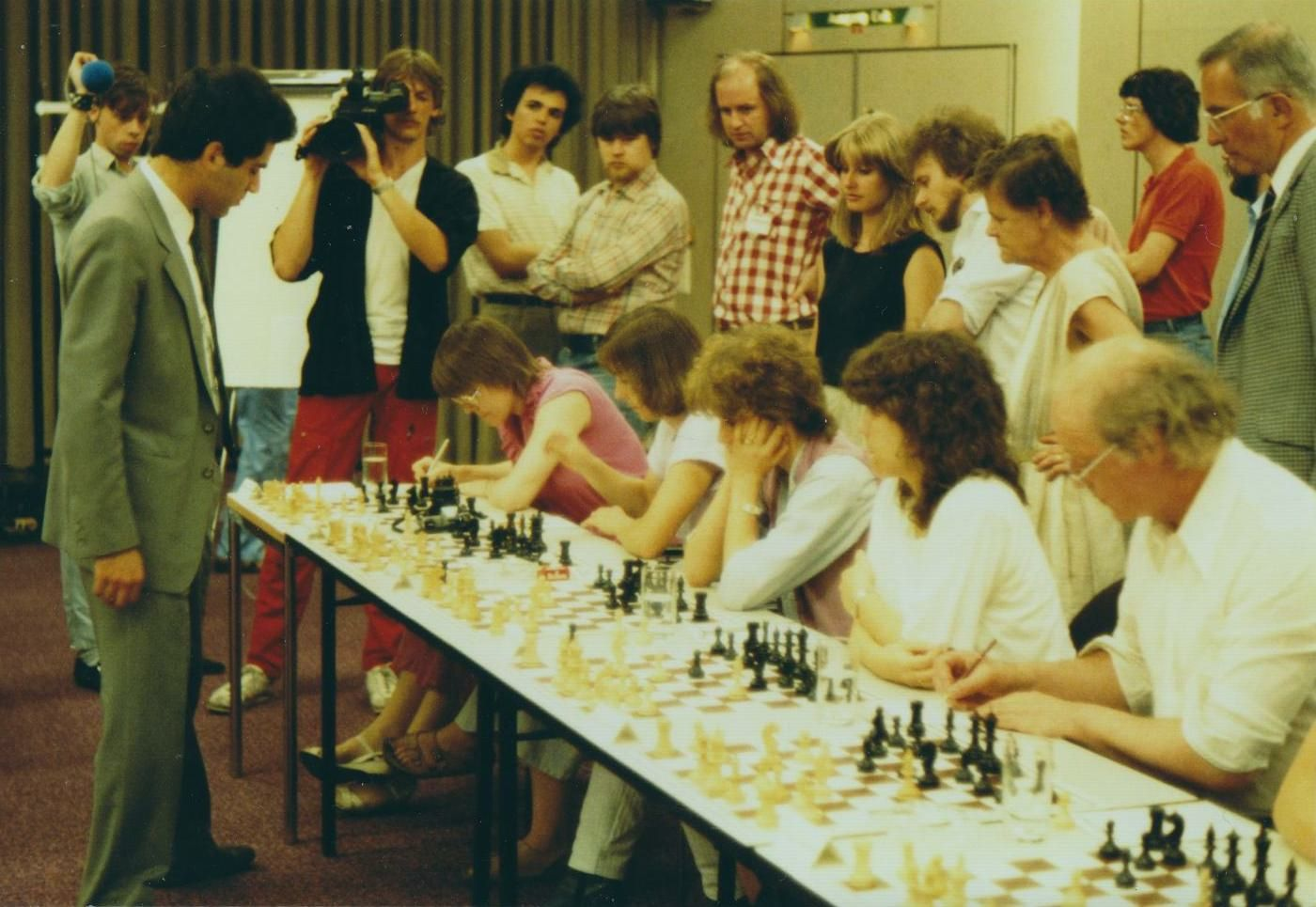
Ulrich Wildgruber (rechts), 1985 beim Spiel mit dem späteren Schachweltmeister Garri Kasparow in Hamburg.

Nach Beendigung der Intendanz Zadeks in Bochum 1975 wechselte Wildgruber zum Deutschen Schauspielhaus nach Hamburg und blieb dort bis 1991. Seine letzte Rolle war der Polonius in Shakespeares Hamlet unter der Regie von Peter Zadek für die Wiener Festwochen 1999. Nach Gastspielen in Zürich und Straßburg spielte Ulrich Wildgruber diese Rolle noch einmal an der Berliner Schaubühne. 35 Vorstellungen im Oktober und November 1999 waren ausverkauft.
In seinen letzten Lebensjahren litt Wildgruber an einer Herzkrankheit. Er befürchtete, aus diesem Grund nicht mehr Theater spielen zu können. Am 29. November 1999 fuhr Wildgruber von Berlin nach Sylt, wo er ein Feriendomizil besaß. In der Nacht zum 30. November ertränkte er sich in der Nordsee. Am Tag darauf fanden ihn Spaziergänger tot am Strand. Eine Obduktion ergab, dass Wildgruber zum Todeszeitpunkt weder alkoholisiert noch narkotisiert gewesen war und somit gezielt – als Nichtschwimmer – in das Wasser gegangen war. Sein Grab befindet sich auf dem Sennefriedhof seiner Heimatstadt Bielefeld.
Auf die Frage, ob es für einen Schauspieler besonders schwierig sei, älter zu werden, antwortete Ulrich Wildgruber 1994 in einem Interview: „Eine Stradivari wird im Laufe der Jahre vielleicht besser. Aber wenn Du einen Körper hast, der immer fetter wird, der keinen Salto schlagen kann, – viele Dinge kann ich gar nicht mehr ausdrücken, selbst wenn ich möchte. Hätte ich das gewusst, ich wäre ja nie Schauspieler geworden. Ich war eigentlich zu faul, Artistik zu lernen, habe somit meinen Beruf nie richtig ausgeführt. Nur wie sich meine Phantasie bewegt, das mag ich.“
Von 1975 bis Ende der 1980er Jahre lebte er gemeinsam mit Ehefrau Vera Wildgruber (Dramaturgin) und einer Tochter in Hamburg, von 1991 bis zu seinem Tod mit seiner Schauspielkollegin Martina Gedeck in Berlin.
Seit 2000 wird zu seinem Andenken der Ulrich-Wildgruber-Preis als Theaterpreis zur Förderung junger Schauspieler verliehen.

## Ehrungen
- 1976 Norddeutscher Theaterpreis für die Darstellung des Hjalmar Ekdal in Ibsens Die Wildente
- 1986: Verdienstkreuz 1. Klasse der Bundesrepublik Deutschland
- 1987 Gordana-Kosanović-Schauspielerpreis
- 1988 Schauspieler des Jahres der Zeitschrift Theater heute für die Darstellung des Dr. Schön in Lulu
- 1997 Plakette der Freien Akademie der Künste, Hamburg

## Theater
- 1963: Schweizerkas in Bertolt Brechts Mutter Courage und ihre Kinder unter der Regie von Gustav Manker mit Dorothea Neff
- 1964: Estragon in Warten auf Godot von Samuel Beckett
- 1968: Titelrolle in Kaspar von Peter Handke
- 1970: Titelrolle in Victor oder Die Kinder an die Macht von Roger Vitrac (Regie: Hans Neuenfels)
- 1972: Vater in Der Ignorant und der Wahnsinnige von Thomas Bernhard (Regie: Claus Peymann)
- 1972: Christopher Isherwood in Kleiner Mann: was nun? nach Hans Fallada (Regie: Peter Zadek)
- 1973: Oswald in Eiszeit von Tankred Dorst (Regie: Peter Zadek)
- 1974: Lear in König Lear von William Shakespeare (Regie: Peter Zadek)
- 1976: Titelrolle in Othello von William Shakespeare mit Eva Mattes als Desdemona (Regie: Peter Zadek)
- 1977: Titelrolle in Hamlet von William Shakespeare (Regie: Peter Zadek)
- 1984: Titelrolle in König Ödipus von Sophokles (Regie: Jürgen Gosch)
- 1987: Titelrolle in Macbeth von William Shakespeare (Regie: Wilfried Minks)
- 1988: Dr. Schön in Lulu von Frank Wedekind (Regie: Peter Zadek)
- 1990: Titelrolle in Der Theatermacher von Thomas Bernhard (Regie: Peter Löscher)
- 1990: Titelrolle in Torquato Tasso von Johann Wolfgang von Goethe
- 1991: Prospero in Der Sturm von William Shakespeare
- 1991: Bildhauer Arnold Rubek in Wenn die Toten erwachen von Henrik Ibsen (Regie: Peter Zadek)
- 1992: Professor Unrat in Der blaue Engel nach Heinrich Mann (Regie: Peter Zadek)
- 1997: Krapp in Das letzte Band von Samuel Beckett (Regie: Ulrich Waller)
- 1999: Polonius in Hamlet von William Shakespeare mit Angela Winkler und Otto Sander, (Regie: Peter Zadek)

## Filmografie
- 1975: Eiszeit – Regie: Peter Zadek
- 1979: Die Hamburger Krankheit – Regie: Peter Fleischmann
- 1980: Das Ziel – Regie: Hartmut Griesmayr, Buch: Karl Heinz Willschrei
- 1980: Meister Timpe – Regie: Hartmut Griesmayr
- 1980: Mosch – Regie: Tankred Dorst
- 1981: Wer den Schaden hat… – Regie: Dieter Wedel
- 1982: Schwarz Rot Gold: Alles in Butter – Regie: Dieter Wedel
- 1983: Die wilden Fünfziger – Regie: Peter Zadek
- 1984: Super – Regie: Adolf Winkelmann
- 1984: Jagger und Spaghetti – Regie: Karsten Wichniarz
- 1985: Der Tod des weißen Pferdes – Regie: Christian Ziewer
- 1986: Auf immer und ewig – Regie: Christel Buschmann
- 1987: Adrian und die Römer – Regie: Klaus Bueb und Thomas Mauch
- 1987: Peng! Du bist tot! – Regie: Adolf Winkelmann
- 1987: Drachenfutter – Regie: Jan Schütte
- 1988: Kalte Sonne – Regie: Lars Becker
- 1988: Insel der Illusion – Regie: Herbert Brödl
- 1989: Melancholia – Regie: Andi Engel
- 1990: Winckelmanns Reisen – Regie: Jan Schütte
- 1990: Die Hallo-Sisters – Regie: Ottokar Runze
- 1990: Ach, Boris… – Regie: Niki List
- 1990–1998: Schamlos (TV-Serie) – Regie: Ulrich Waller
- 1993: Motzki: Der Sarg – Regie: Thomas Nennstiel
- 1993: Prinzenbad – Regie: Richard Blank
- 1994: Die Bartholomäusnacht (La reine Margot) – Regie: Patrice Chéreau
- 1994: Tatort: Der Rastplatzmörder
- 1994: Felidae (Sprechrolle)
- 1994: Tödliches Erbe
- 1995: Pakten: The Sunset Boys
- 1996: Adelheid und ihre Mörder (Fernsehserie, Folge Mord stand nicht auf dem Programm)
- 1997: Der Neffe
- 1998: Abenteuer der Freiheit  – Regie: Joachim Dennhardt
- 1998: Polizeiruf 110: Katz und Kater – Regie: Manfred Stelzer
- 1998: Die Siebtelbauern – Regie: Stefan Ruzowitzky
- 1998: Mörderisches Erbe – Tausch mit einer Toten – Regie: Peter Patzak
- 1999: Am Ende des Ganges – Regie: Michael Muschner

## Filme über Ulrich Wildgruber
- 1991: Der Schauspieler als Brandstifter – Regie: Joachim Dennhardt
- 2000: Um das Leben spielen – Der Schauspieler Ulrich Wildgruber. Dokumentation, 50 Min., Regie: Christoph Rüter.[4]

## Hörbuch
- Nobodaddy’s Kinder, HÖR Verlag (1. Januar 1998)

## Hörspiel
- 1994: Bouvard und Pécuchet (nach Gustave Flaubert), Regie: Jörg Jannings, (DLR Berlin / SWF)
- 1997: Christa Kożik: Der verzauberte Einbrecher, Regie: Klaus-Michael Klingsporn, Kinderhörspiel, (DLR Berlin)
- 1997: Norbert Jaques: Dr. Mabuse, der Spieler, Regie: Annette Kurth, (WDR)
- 1997: Schwarze Spiegel (nach Arno Schmidt), Regie: Klaus Buhlert, (Bayerischer Rundfunk)
- 1998: Aus dem Leben eines Fauns (nach Arno Schmidt), Regie: Klaus Buhlert, (Bayerischer Rundfunk)
- 1998: Brand’s Haide (nach Arno Schmidt), Regie: Klaus Buhlert, (Bayerischer Rundfunk)